# ファーラービー国際賞
ファーラービー国際賞（ファーラービーこくさいしょう、ペルシア語: جشنواره بین‌المللی فارابی、英語: Farabi International Award）は、イラン政府主催の人文学賞。名称は中世イスラームの大哲学者ファーラービーに由来する。イラン国内の人文学研究と、外国人によるイラン、イスラーム研究に与えられる。授賞式は首都テヘランで開かれ、イランの大統領から賞状が、協賛のユネスコとISESCO（イスラーム教育科学文化機構）からトロフィーが贈呈される。

## 日本の受賞者
- 第1回（2008年）
  - 森本一夫「サイイド・系譜学者・ナキーブ : 十世紀後半から十五世紀前半におけるサイイド/シャリーフ系譜文献の研究」（東京大学博士学位論文、2004年）
- 第2回（2009年）
  - 井本英一『飛鳥とペルシア : 死と再生の構図にみる』（小学館創造選書、1984年）
  - 故人部門 - 井筒俊彦
- 第4回（2010年）
  - 羽田正『イスラーム世界の創造』（東京大学出版会、2005年）[1]
- 第11回（2020年）
  - 近藤信彰[2]